# АДГЗ
АДГЗ био је једини аустријски оклопни аутомобил у служби немачке војске за време Другог светског рата, коришћен у јединицама СС-а и полиције.

## Историја
Током 30-их година, многе земље Европе почеле су да снабдевају војску оклопним возилима сопствене производње. Тенкове су једино могле да производе државе са јако развијеном тешком индустријом. Слабије индистријски развијене земље окренуле су се производњи оклопних аутомобила.
Иако су многе конструкције биле савремене и оригиналне, због слабе економске моћи производња је била ограничена на мале количине. Једна од таквих држава била је и Аустрија, која је приступила изградњи сопствених оклопних аутомобила средином 30-их година.
Посао око пројекта и производње радила је фирма Аустро-Даимлер, из састава концерна Штеир-Даимлер-Пух АГ. Једно од возила био је троосовински (6x6) оклопни аутомобил АДКЗ, направљен 1937. године. Он је имао обртну куполу са два митраљеза 7,92 mm. Следеће године фирма Аустро-Даимлер направила је 5 лаких двоосовинских оклпопних аутомобила АДСК са мотором на ваздушно хлађење. Возила АДСК нису имала куполу и била су потпуно без оружја (касније је дограђен митраљез). После спроведених испитивања, возила АДКЗ и АДСК су одбијена од војске, и једини серијски оклопни аутомобил у аустријској армији остао је АДГЗ.
Возила АДГЗ пројектована су још 1931. године, а произведена у прекидима од 1935. до 1937. године. Она су представљала прва у свету четвороосовинска оклопна возила са погоном 8x8. АДГЗ је имао оригиналну конструкцију, пре свега оквир возила био је у облику паралелограма, што је олакшавало рад предњих и задњих управљивих точкова. Труп возила био је заварен из оклопних листова дебљине 6-14,5 mm и постављених под углом од 5 до 75 степени. У задњем делу налазио се шестоцилиндрични карбураторни мотор Аустро-Даимлер М-612. Ту се налазила и кутија хидрауличког мењача промењивог преноса, који је обезбеђивао возилу кретане унапред и уназад једнаком брзином. Са предње стране возила постављен је водени хладњак. Пренос од мотора је преко карданског преноса ишао на све четири осовине, при чему су друга и трећа имале дупле точкове (4 точка по осовини) а прва и четврта осовина по један (2 точка по осовини). Као што је већ речено, оклопни аутомобили АДГЗ су имала два пара управљивих точкова - предњи и задњи пар.
Основно оружје оклопних аутомобила АДГЗ био је топ 20 mm Солотурн и митраљез 7,92 mm Шварцлозе, постављених у обртну куполу. Поред тога, имао је још два митраљеза Шварцлозе - по један у предњем и задњем делу тела. Боеви комлет чинили су: 250 граната за топ и 5000 метака за митраљезе. За посматрање бојног поља из возила, служили су узани отвори са стаклом отпорним на пушчана зрна, а за укрцавање и искрцавање посаде од 7 чланива (командир возила, пунилац топа, нишанџија, 2 возача и 2 митраљесца), постојала су 4 врата на телу возила и отвор на куполи. Са тежином од 12 тона, оклопни аутомобил АДГЗ је развијао максималну брзину по путу од 70 km/сат, и имао акциони радијус од 450 km. Погон на све 4 осовине, обезбеђивао је возилу одличну проходност. У целости АДГЗ је био веома успешно возило, са добрим окретним и маневарским особинама.
1938. године у моменту Немачке окупације Аустрије, армија је располагала само са 12 исправних оклопних аутомобила АДГЗ, а још два су се налазила у жандармерији. У Вермахту су та возила добила нову ознаки - M35 mittlerer Panzerwagen. Немачка је планирала да та возила прода Румунији или Бугарској, али због малог броја и некомплетности већине, од тога се одустало. Након дораде, која се практично свела на замену аустријског митраљеза немачким МГ34 и смањењем посаде од 7 на 6 члана, АДГЗ су ушли у састав полицијских јединица СС-а и 1. септембра 1939. године учествовали у нападу на Данциг.
У 1941. години фирма Штеир је добила поруџбину од рајхсфирера Химлера за израду серије од 25 возила АДГЗ, која би била додељена СС јединицама. Одлуку о производњи нових возила АДГЗ, Хајнрих Химлер је донео из жеље да СС јединице имају сопсвени оклопни аутомобил, што би их чинило различитим од јединица Вермахта. Већ у то време, било је јасно да возила АДГЗ немају никаквих примућства у односу на немачки оклопни аутомобил Сд. Кфз 231 (8x8), па је чак у неким параметрима био и слабији.
25 возила АДГЗ предата су јединицама СС-а, почетком 1942. године. Од оригиналних возила прве серије (27 комада), разликовали су се једино по уградњи немачког оружја - 20 mm топ КвК35 Л/45 и митраљез МГ 34. Оклопни аутомобили АДГЗ послати су на Источни фронт са задатком: обезбеђење комуникација и борба против партизана. Један од тих оклопних аутомобила, заробљен је 16. јануара 1943. године од војника совјетске 3. тенковске армије. Други је заробљен од пропадника 1. украјинске партизанске бригаде, током борбе са 5. СС дивизијом „Викинг“ фебруара 1944. године.